# Яхистів
Яхистів — мала річка в Українських Карпатах, у межах Сколівського району Львівської області. Ліва притока Опору (басейн Дністра).

## Опис
Довжина річки 4.5 км. Яхистів — типово гірська річка з кам'янистим дном і численними перекатами та порогами. Річище слабозвивисте.

## Розташування
Яхистів бере початок на схилах однойменної гори. Тече в межах Сколівських Бескидів переважно на схід та північний схід. Впадає до Опору в межах села Тухля. 